# Fédération romande des consommateurs
Pour les articles homonymes, voir FRC.
La Fédération romande des consommateurs (FRC) est une association de défense des consommateurs basée en Suisse romande.
Formée en 1959 par des bénévoles, la FRC s’est professionnalisée au fil du temps. Son mensuel, FRC Mieux choisir, publie chaque mois des tests et des informations utiles aux consommateurs.

## Organisation
La FRC est dirigé par un comité directeur composé des présidents des sections romandes et des commissions permanentes. Elle dispose d’un secrétariat général professionnel basé à Lausanne.
Elle est divisée en six sections cantonales, correspondant aux cantons de Genève, Vaud, Neuchâtel, Valais, Fribourg et Jura

## Histoire
Sont résumées ci-dessous les dates marquantes de l’histoire de la Fédération romande des consommateurs :
- 1959 : création de la Commission romande des consommatrices (CRC)
- 1960 : la CRC exige que le poids des aliments figure sur les emballages
- 1964 : la commission devient la Fédération romande des consommatrices. Les premiers tests sont effectués cette année
- 1966 : le magazine J’Achète mieux sort de presse pour la première fois[2],[3]
- 1967 : la grève du beurre est le premier boycott lancé par la FRC. À la suite d'une augmentation du prix du beurre décidée alors par le gouvernement fédéral, la FRC lance un appel au boycott qui est suivi dans tout le pays[réf. nécessaire][4]
- 1972 : un nouvel appel au boycott est lancé sur le jambon et la charcuterie
- 1978 : lancement d’une initiative pour une surveillance partielle des prix qui aboutira finalement en 1991
- 1991 : entrée en fonction de « Monsieur Prix »
- 1996 : la Fédération romande des consommatrices devient la Fédération romande des consommateurs
- 2007 : les statuts de l'association sont révisés et J’Achète mieux devient FRC Magazine
- 2009 : l'association crée cette année une plateforme pour les clients du Credit Suisse victimes de la faillite de Lehman Brothers et parvient à obtenir un dédommagement de 50 millions de francs pour les petits épargnants lésés
- 2010 : la FRC et ses pendants alémanique SKS et tessinois ACSI fondent l'Alliance des organisations de consommateurs.
- 2012 : FRC Magazine devient FRC Mieux choisir[2].
- 2017 : la FRC participe à une action collective auprès des tribunaux allemands contre la marque Volkswagen en Allemagne, lors de l'affaire du dieselgate[5].
- 2018 : la FRC obtient le remboursement du trop perçu de TVA sur la taxe audiovisuelle (environ 50 francs par ménage)[6].
- 2024 : condamnation de la filiale suisse de Conforama à une créance compensatrice de 1,5 million de francs dans l'affaire des faux rabais à la suite d'un dépôt de plainte de l'association[7],[8].
- 2025 : dépôt de plainte contre la marque de chaussures de sport ON pour allégations mensongères sur la recyclabilité du modèle Cloudneo[9].

### Secrétaire général
- 1964 à  1973[10] : Renée Bonardelly
- mai 1973[10]- mai 1977[11] : Mariette Mayor, précédemment vice-présidente[10] (élue en 1966[3])
- mai 1977[11] - 1981[12]  : Michèle Sandrin
- mai 1981[12] - 1986[13] : Irène Gardiol
- mai 1986[13]- octobre 1990[14] : Marie-Antoinette Crelier, précédemment vice-présidente (élue depuis 1980)[13]
- Décembre 2005[15] à 2008[15] : Delphine Centlivres
- Août 2008[16] - 2017[17] : Mathieu Fleury
- Depuis juin 2017 : Sophie Michaud Gigon[18]

### Directeur
- 1973 - 1979 : Yvette Jaggi[19]
- 2006 - 2014 : Monika Dusong[20],[21]
- Juin 2014[22] à 2017 : Natacha Litzistorf
- Depuis 2017[23] : Christophe Barman

## Publications
La Fédération romande des consommateurs publie la revue FRC Mieux choisir, qui publie des tests, des comparatifs et des enquêtes.